# Tavares Bastos
Pour les articles homonymes, voir Bastos.
Tavares Bastos est une favela de Rio de Janeiro, au Brésil.